# Anna Coleman Ladd
Anna Coleman Ladd (Bryn Mawr, 15 luglio 1878 – Boston, 3 giugno 1939) è stata una scultrice statunitense. Dedicò la sua vita alla cura estetica dei soldati che avevano subito gravi mutilazioni al volto durante il primo conflitto mondiale.

## Biografia
Anna Coleman Ladd, nacque a Bryn Mawr presso Filadelfia, da John e Mary Watts. Studiò arte a Parigi e a Roma. Nel 1905 tornò negli Stati Uniti a Boston,  dove sposò il medico pediatra Maynard Ladd dal quale ebbe due figlie: Gabriella May e Vernon Abbott, e dove, per tre anni, continuò gli studi alla Boston School.. 

Fu tra i fondatori nel 1914 di The Guild of Boston Artists, partecipando come artista a diverse esposizioni, la più importante delle quali fu l'Esposizione Internazionale Panama-Pacifico tenutasi a San Francisco nel 1915.
Una delle sue opere, Triton Babies, è attualmente visibile nella fontana nei giardini pubblici di Boston. 

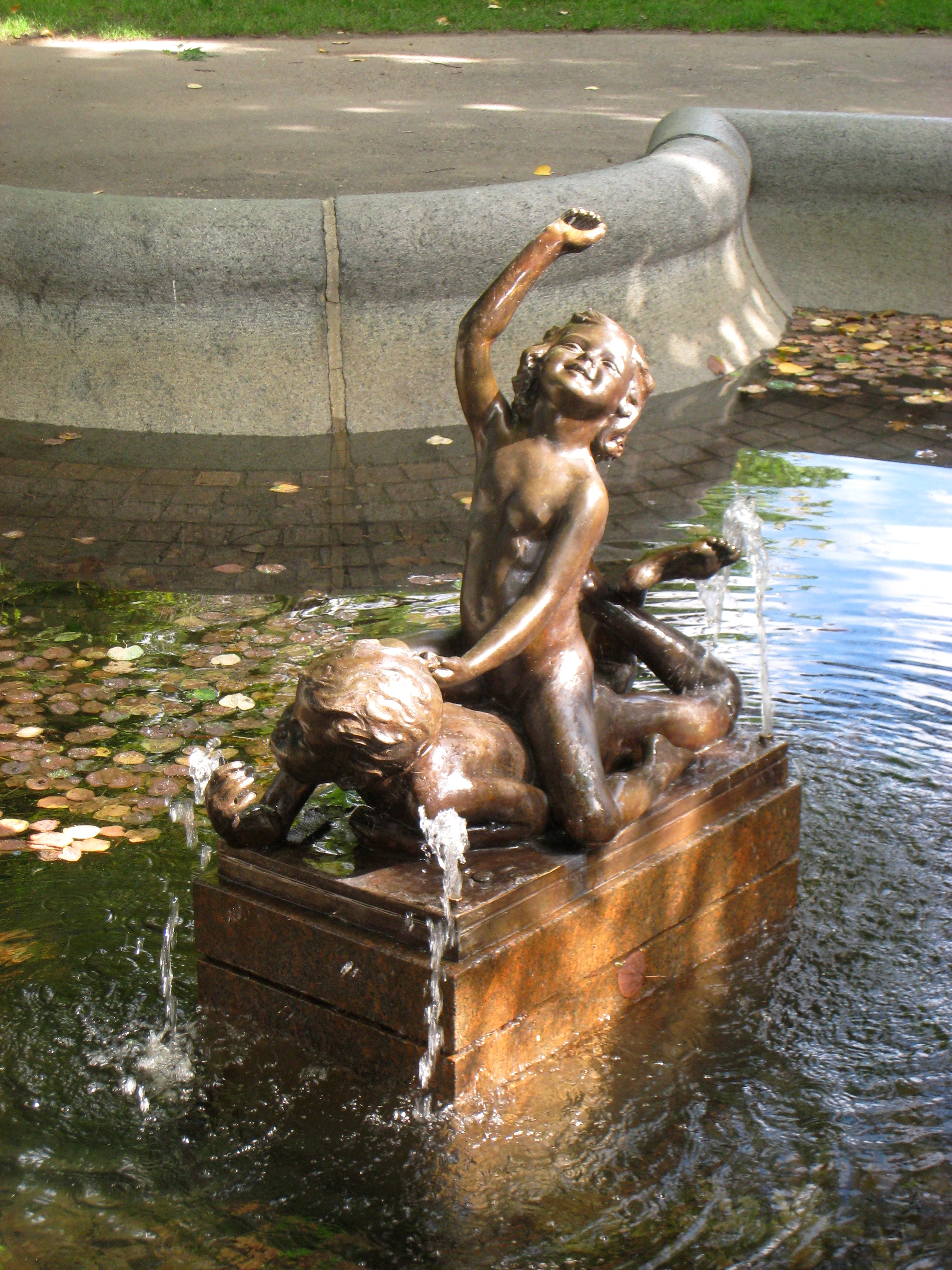
Triton Babies sulla fontana del giardino pubblico di Boston

Scrisse due libri,  il romanzo Hieronymus Rides e Candid Adventurer, oltre a due opere teatrali, che non vennero però mai prodotte. 

Abbandonò l'attività letteraria per la ritrattistica, realizzando il ritratto di Bette Davis e quello che viene considerato il suo lavoro più importante, il ritratto di Eleonora Duse, uno dei tre che ha mai accettato.
Quando il marito fu trasferito a Parigi come medico della Croce Rossa Americana, la Colemann lo seguì, e in questa città incontrò Francis Derwent Wood, fondatore a Londra del Dipartimento di Maschere per visi sfigurati, e con la sua collaborazione e quella di Jane Poupelet, aprì a Parigi una analoga struttura, denominandola Studio per le maschere-ritratto. Lo studio e la ricerca del migliore modo in cui migliorare le condizioni di vita dei soldati sfigurati durante il primo conflitto mondiale la occuperà per tutto il resto della sua vita.  

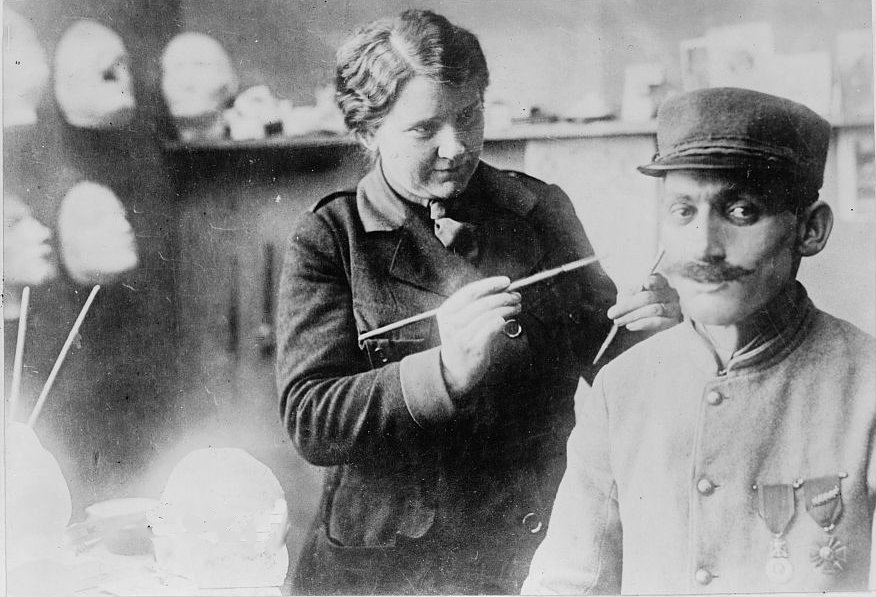
Anna Coleman Ladd al lavoro su una sua maschera indossata da un soldato mutilato

La guerra aveva lasciato un gran numero di soldati gravemente mutilati e sfigurati nel volto dalle esplosioni, impossibilitati a riprendere una vita sociale a causa del ribrezzo suscitato dai volti deturpati. La Coleman studiava il volto danneggiato, ne faceva un calco in gesso, argilla o plastilina dal quale modellava, anche utilizzando le foto ricordo precedenti la mutilazione, una maschera su misura in rame zincato che veniva successivamente dipinta con un colore il più possibile simile alla pelle del soggetto, così che potesse venire indossata come protesi, fissandola con lacci o agli occhiali.
Le protesi fisse, grazie al loro alto grado di verosimiglianza nel ricreare la fisionomia dei reduci, seppure nel limite della loro espressività, permisero di ridare dignità a centinaia di sfortunati giovani.
Per il suo disinteressato impegno e per il valore etico e sociale della sua opera, le fu conferita la Legion d'Onore dallo Stato francese.
Nel 1936 Anna ritornò con il marito a Boston, ove continuò a lavorare allo studio del ritratto nella scultura, fino alla morte avvenuta nel 1939.